# Willa „Mucha”

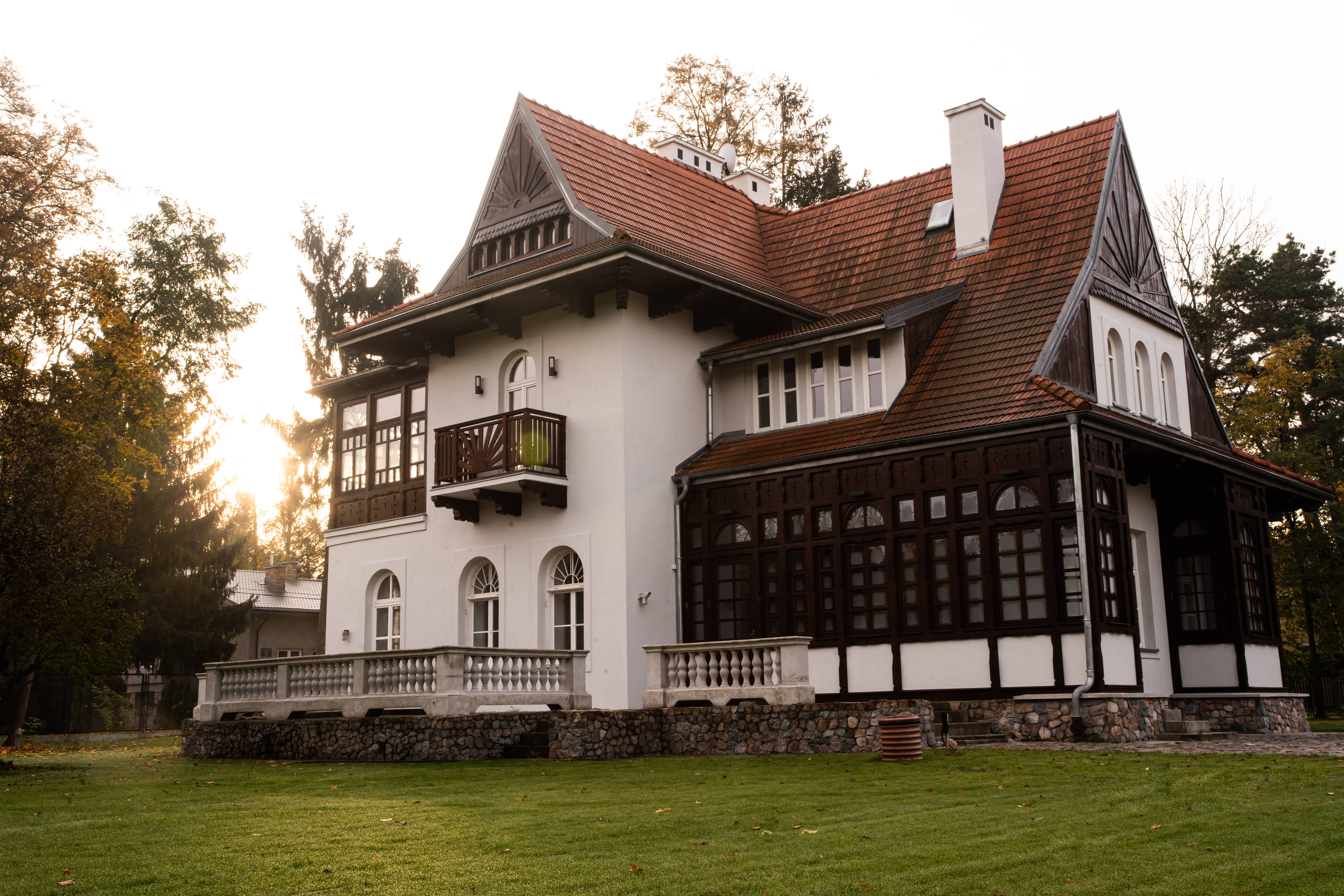
Willa „Mucha” (2019)

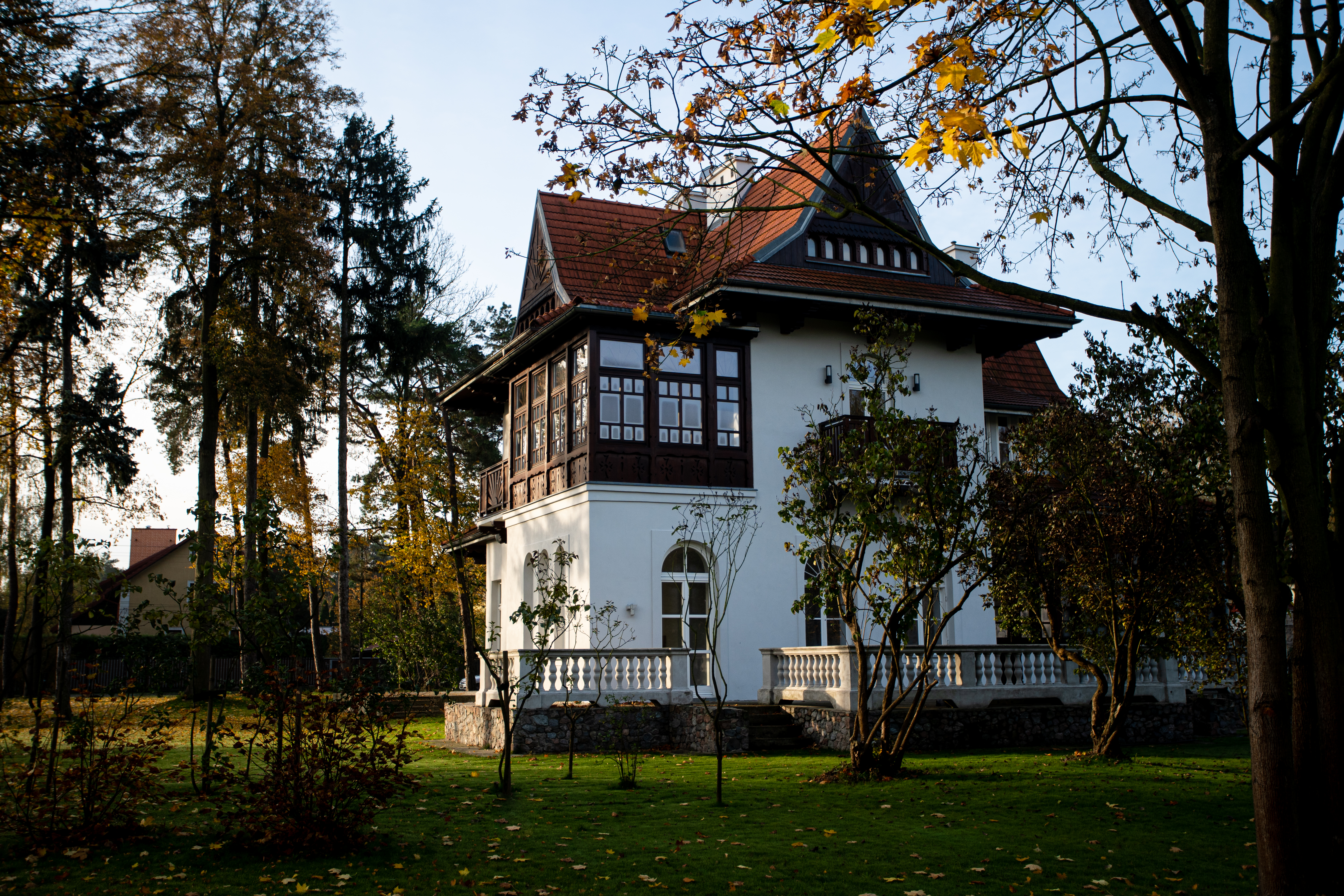
Willa „Mucha” (2019)

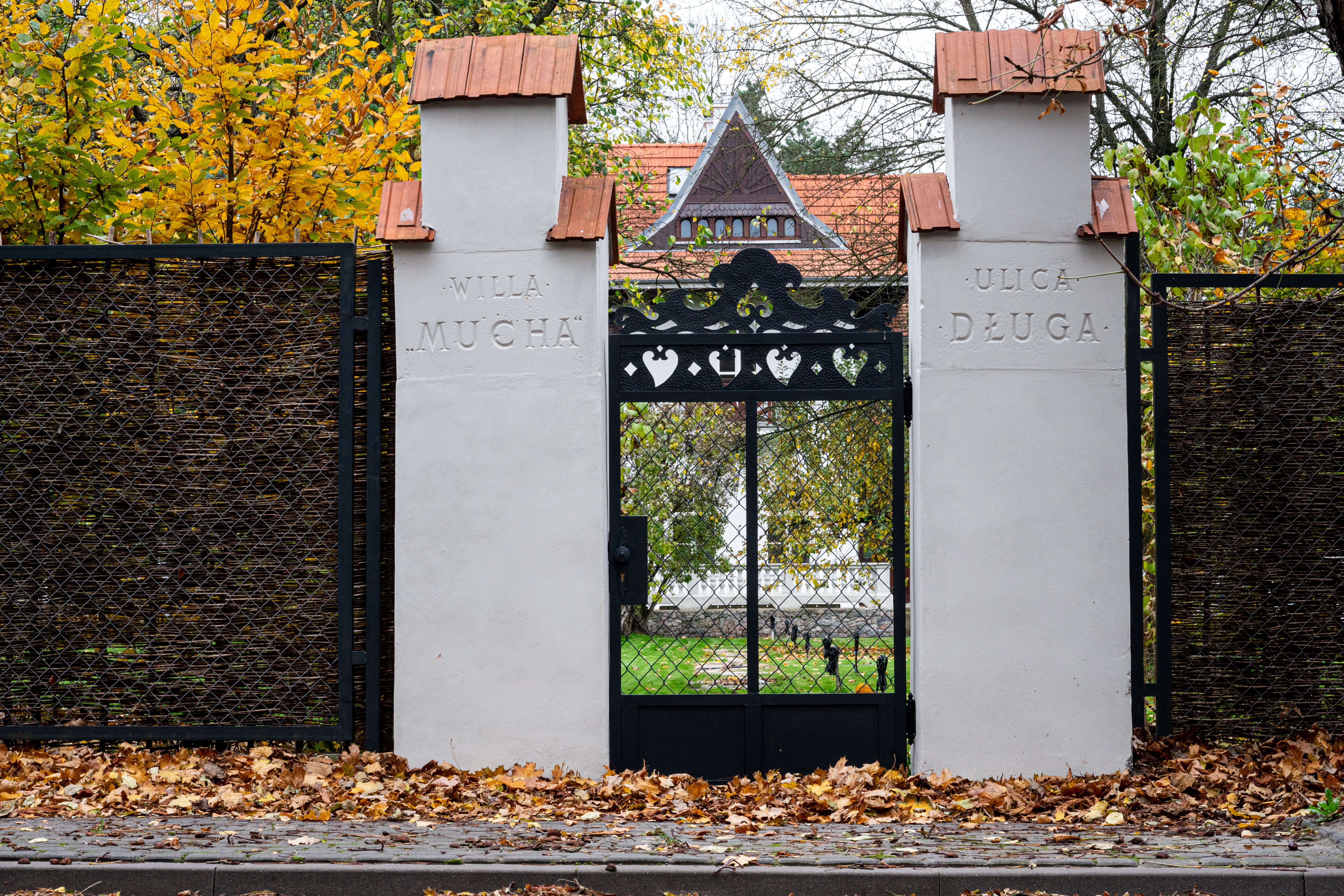
Wjazd do willi (2019)

Willa „Mucha” – willa w Konstancinie-Jeziorna przy ulicy Moniuszki 7, wybudowana przed 1912 rokiem prawdopodobnie według projektu Jana Heuricha młodszego, polskiego architekta, przedstawiciel historyzmu i wczesnego modernizmu, w latach 1920–1921 minister sztuki i kultury; syna Jana Kacpra.
Nazwa willi pochodzi od tytułu założonego w 1888 r. pisma satyrycznego „Mucha”, które wydawał właściciel willi – Władysław Buchner polski poeta, dziennikarz i satyryk. Był autorem satyrycznych wierszowanych felietonów, w których poruszał aktualne problemy Warszawy, czym zyskał sobie powszechne uznanie czytelników. Ilustracje do „Muchy” wykonywali znani artyści graficy i malarze, m.in. Aleksander Gierymski i Henryk Pillati, a współpracownikami byli m.in. Bolesław Prus, Artur Oppman (ps. Or-Ot) i Wacław Gąsiorowski.

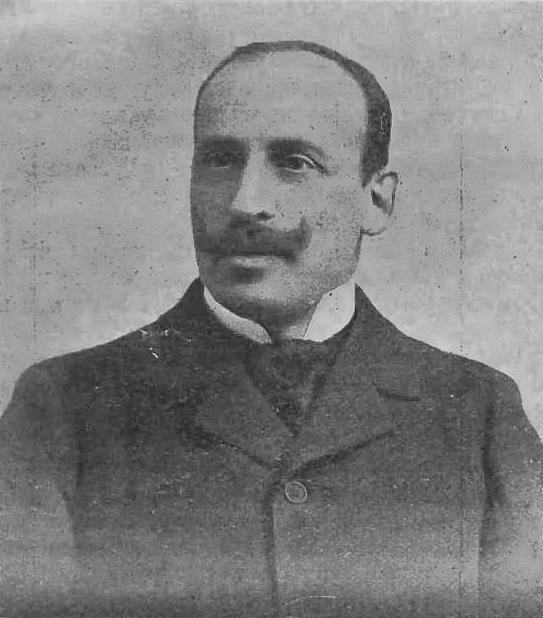
Władysław Buchner – właściciel willi

Willa stanowi przykład stylu zakopiańskiego. Jest murowana, ale bogato zdobiona drewnianymi gankami, werandami oraz szczytami z misterną dekoracją snycerską nawiązującą do elementów typowych dla budownictwa zakopiańskiego. Kilka lat temu przeszła gruntowny remont, przeprowadzonym zgodnie z prawidłami sztuki konserwatorskiej.
Obecnie nieruchomość jest wystawiona na sprzedaż.

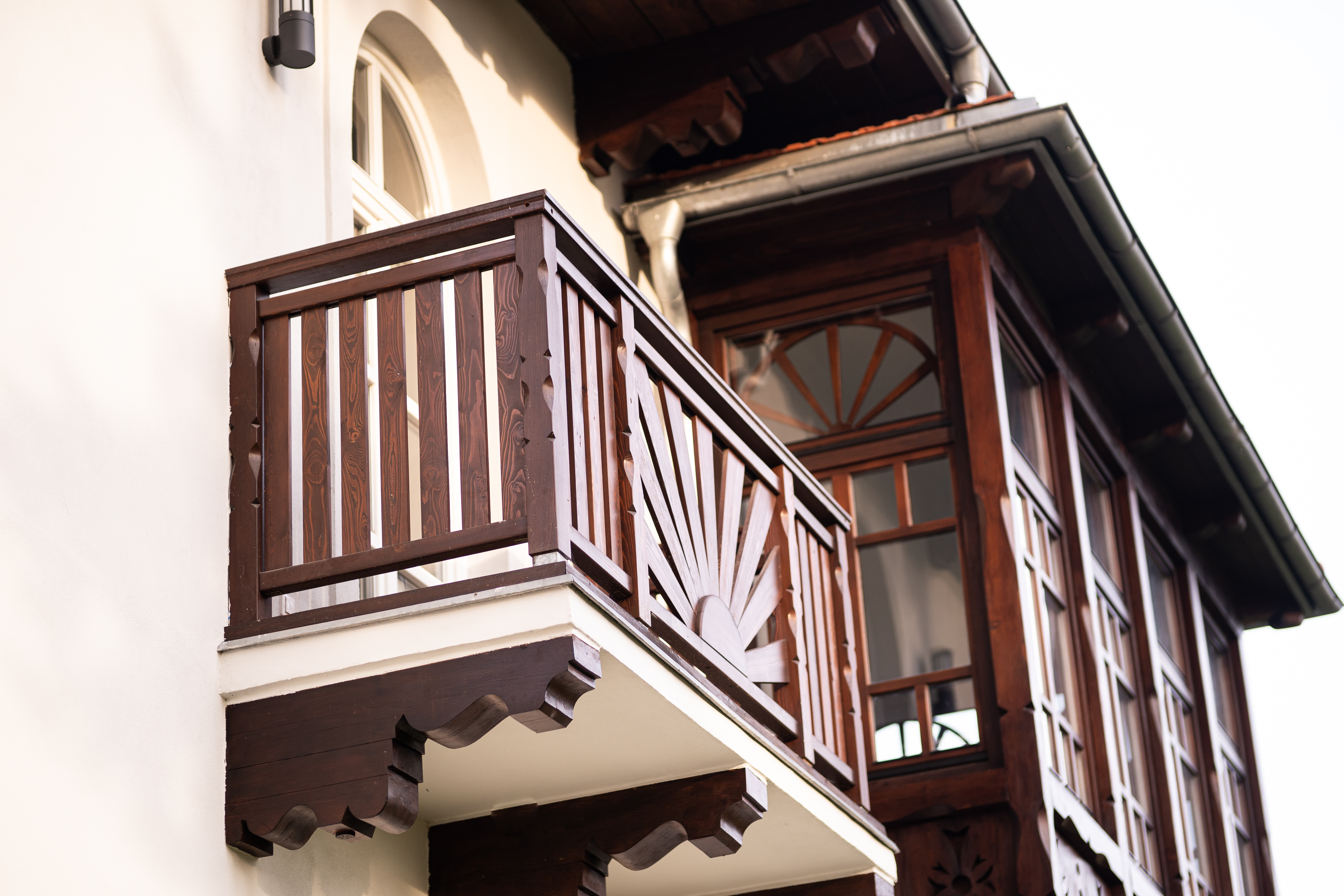
Elementy stylu zakopiańskiego

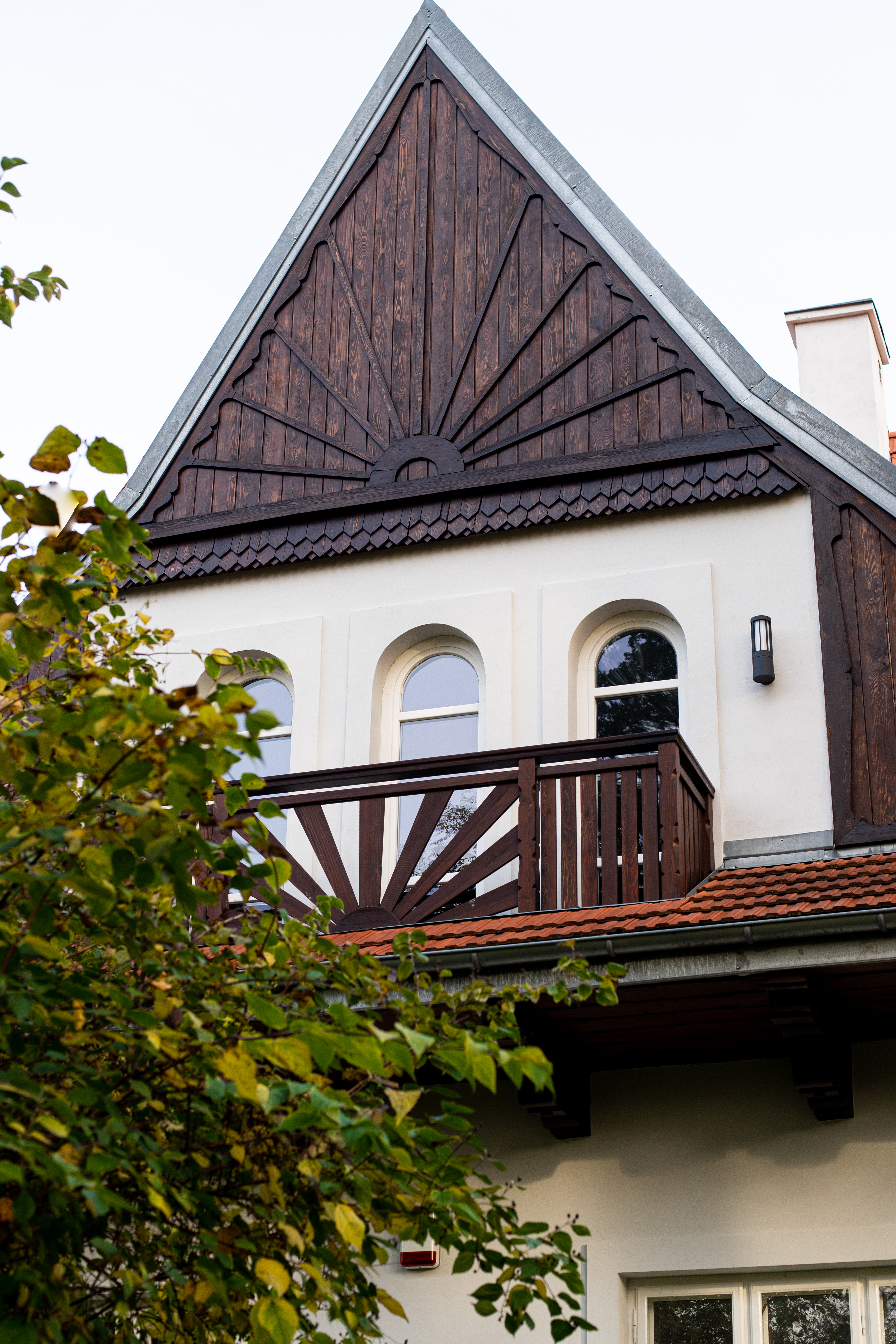
Elementy stylu zakopiańskiego

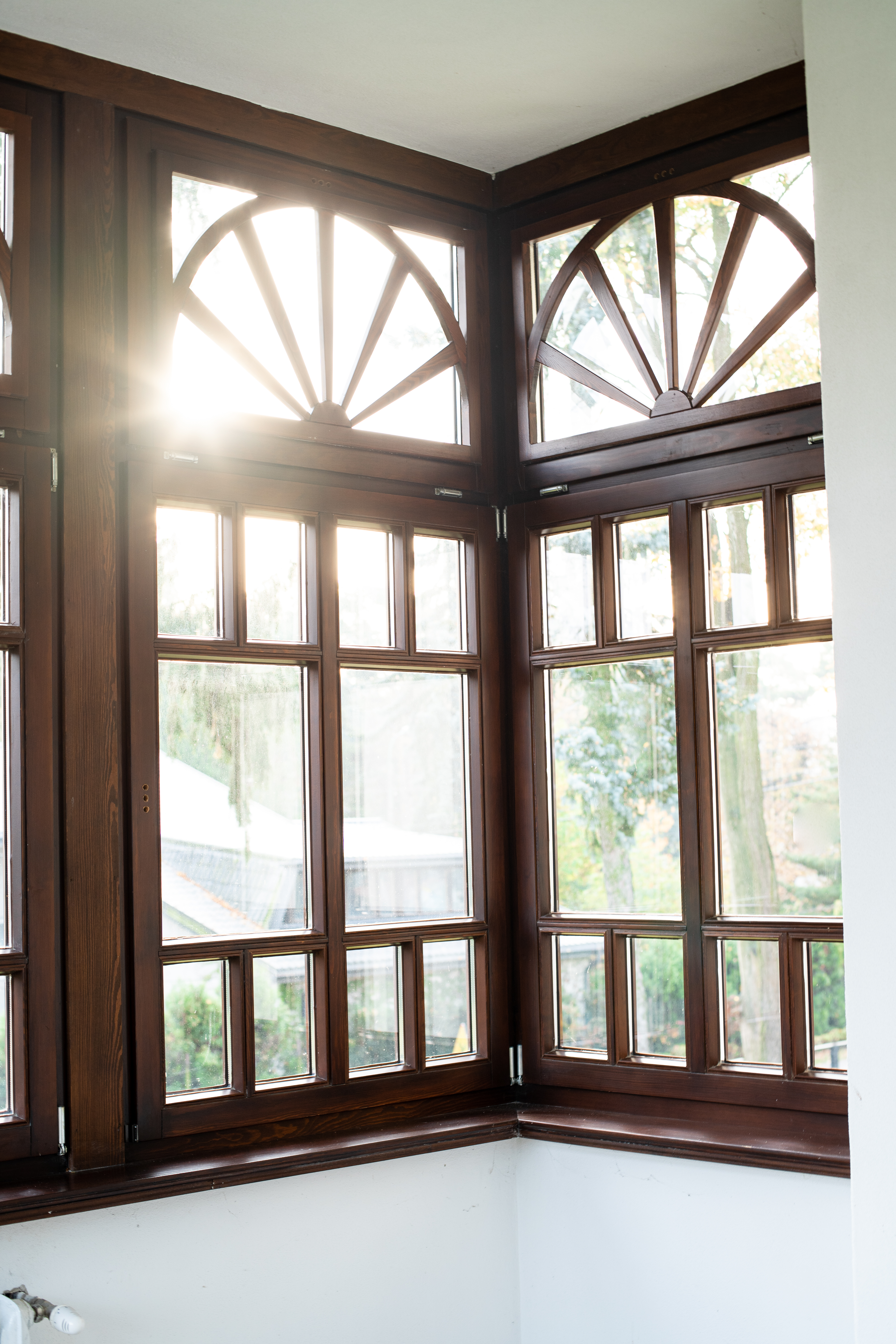
Elementy stylu zakopiańskiego